# Avro 679 Manchester
El Avro 679 Manchester fue un bombardero pesado bimotor, desarrollado durante la Segunda Guerra Mundial por la empresa Avro en el Reino Unido. Sirvió en la Royal Air Force y en la Royal Canadian Air Force. Este avión resultó un fiasco una vez en operación, debido a sus poco desarrollados, poco potentes y poco confiables motores Rolls-Royce Vulture. No obstante, el avión fue rediseñado y transformado en el exitoso Avro Lancaster, el que sería uno de los más capaces y famosos bombarderos durante la guerra.

## Desarrollo
El Manchester fue originalmente diseñado siguiendo las especificaciones del Ministerio del Aire británico (Specification P.13/36), especificaciones que siguió la empresa Handley Page en su diseño de bombardero Halifax. Esta norma requería un bombardero bimotor mediano para su uso en todos los países capaz de realizar bombardeos en picado de unos (30°) (en inglés: "dive bombing") y llevar una carga de bombas de (8,000 lb/3,630 kg) o dos torpedos de 18 in (457 mm). También debía, como un punto de las especificaciones para su fabricación, poder despegar asistido por catapulta en situaciones de máxima carga.
Su velocidad de crucero debía ser de un mínimo de 275 mph a una altitud de 15,000 pies.
El Ministerio del Aire esperaba un avión de peso similar al indicado en las especificaciones correspondientes al B.1/35 pero más pequeño y rápido.
Avro ya había empezado a trabajar en un diseño antes de la invitación a ofertar, y por eso se encontraba en franca competencia con los demás fabricantes; Boulton Paul Aircraft , Bristol Aeroplane Company, Fairey Aviation Company ,  Handley Page y Short Brothers . Vickers tenía un diseño pero no lo presentó. Hacia comienzos de 1937 el diseño de Avro y el de Handley Page se aceptaron, y se emitieron órdenes de construcción de sendos prototipos, pero hacia mediados de 1937 el Ministerio del Aire ejerció su facultad de optar y de ordenar "off the drawing board". Esto obvió el procedimiento usual necesario debido a la expansión de la RAF ante la posibilidad de una guerra. Para 1939 se esperaba que el P.13/36 pudiera reemplazar a los bombarderos medianos en producción.
El diseño se valió del motor tipo X24 Rolls-Royce Vulture, cuyo diseño consistía esencialmente dos motores V12 Rolls-Royce Peregrine montados uno sobre otro. Cuando se lo desarrolló en 1935, el motor prometió — una potencia de 1.760 cv (1,310 kW) - pero se reveló muy poco confiable y tuvo que ser considerado como de 1.480-1,500 cv (1,100-1,120 kW).
El prototipo de Avro L7246 fue construido por el departamento experimental en el aeropuerto de Mánchester Ringway Airport y voló por primera vez desde allí el 25 de julio de 1939. Un segundo avión le siguió el 26 de mayo de 1940. El motor Rolls-Royce fue elegido por Avro, no por el Ministerio del Aire británico como algunas veces se afirmó
El Handley Page HP.56, siempre entendido como el "backup" (o "respaldo") del Avro, fue rediseñado para llevar cuatro motores, viendo que el motor Vulture empezaba a mostrar problemas.
Mientras que el Manchester era rediseñado con cola bideriva (dos timones de cola o aletas verticales), el primer avión que se produjo, designado como Mk I, llevaba solamente una aleta central, y un total de 20 aviones se fabricaron con esta configuración.
Más tarde se construyó el diseño Mk IA que cambió el sistema al de aletas gemelas haciendo que la parte del timón de dirección fuera más alto y más grande, y todo eso se montó sobre un plano de cola con una envergadura también incrementada desde 22 ft (6.71 m) a 33 ft (10.06 m). Esta configuración se trasladó al diseño del Lancaster, excepto en el primer prototipo, que también usó cola de aleta central. Este prototipo de Lancaster se produjo a partir de un Manchester que no se terminó.
Avro construyó 177 aviones y Metropolitan-Vickers 32.
Hubo planes para que Armstrong Whitworth y Fairey Aviation, de Stockport/Ringway, construyeran Manchester pero no se concretaron.
En su lugar, la orden a Fairey para 150 Manchester fue trasferida al montaje de unidades de Handley Page Halifax.

## Diseño

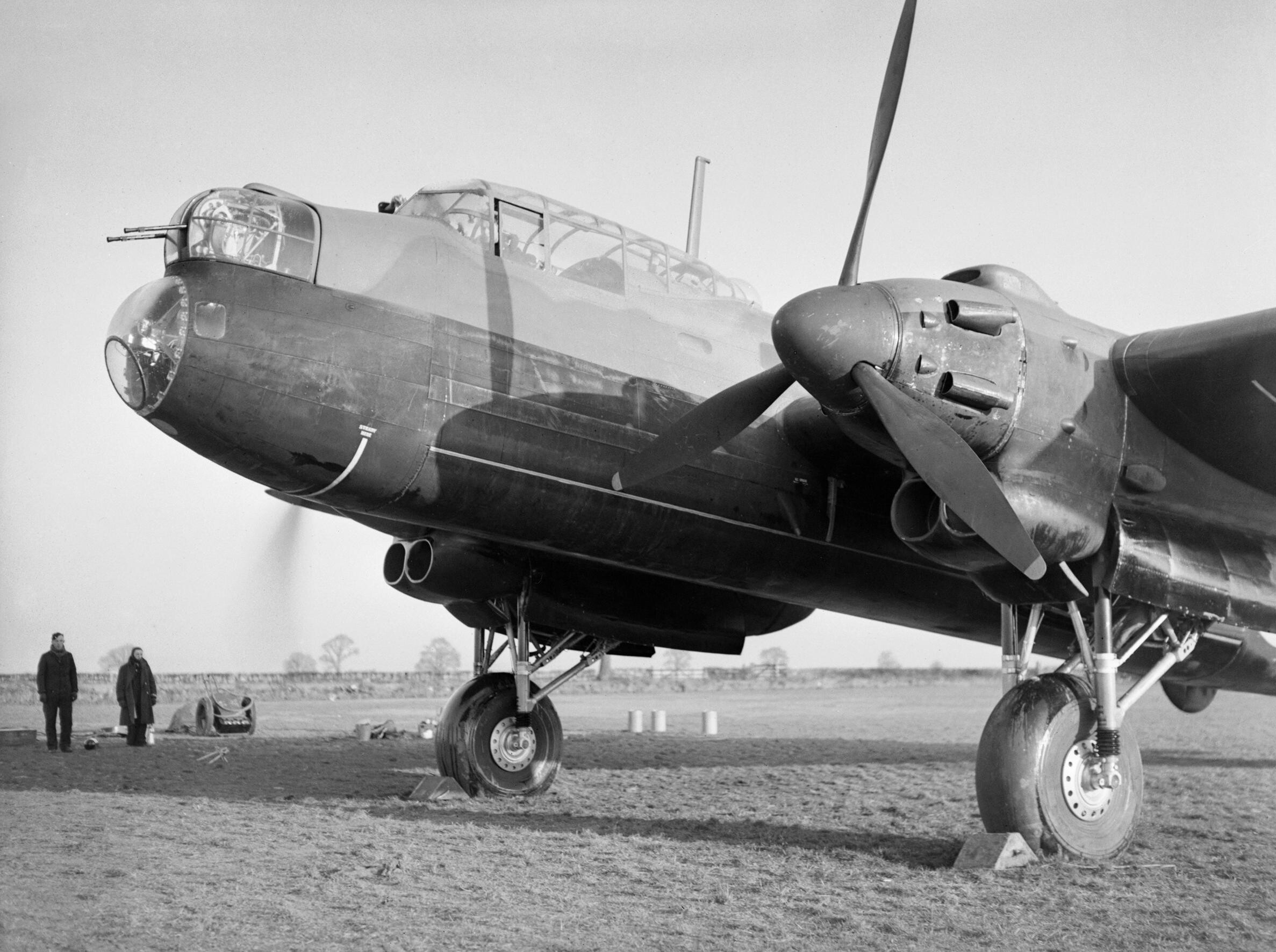
La sección delantera de un Manchester Mark I en Waddington, Lincolnshire, donde se ve su nariz y la ventana del bombardero, la torreta frontal de ametralladoras, y la cabina de mando - 12 de septiembre de 1941

El Avro Manchester fue diseñado con mucho esmero para facilitar su fabricación, mantenimiento y procesos de reparación. El fuselaje del avión tiene un armazón de largueros forrados con una "piel" (lo que se ve del avión por fuera, su "carrocería" podría decirse) de aleación de aluminio remachada a ellos para asegurar una superficie exterior suave. Las alas eran de construcción tipo "spar" (Spar Construction, en inglés), la estructura interna de costillas del ala se hizo en aleación de aluminio; el combustible se almacenaba en varios tanques autosellantes dentro de las alas. La cola comparte características constructivas con el ala, con una cola de derivas gemelas o bideriva (esas dos aletas verticales, que constituyen juntas el timón de dirección resultando en un timón de dirección de dos componentes gemelos) que otorgaba buena visión al artillero ubicado en la torreta dorsal.
La cabina de mando albergaba tanto al piloto como al controlador de lucha ("fighting controller" en inglés), esto les otorgaba una excelente visión alrededor de la nave.
El navegante se sentaba detrás del controlador de lucha, esto le daba visión del cielo para que pudiera usar su sextante. El encargado de apuntar las bombas se ubicaba dentro de la nariz del avión, debajo de la torreta de ametralladora frontal, la trayectoria de las bombas lanzadas podía seguirse con miras ópticas desde este alojamiento.
El tren de aterrizaje era íntegramente retráctil mediante sistema hidráulico. Pero, para emergencias, tenía un sistema de aire comprimido de respaldo.
Las puertas del compartimiento de bombas se manejaban con un sistema similar al del tren de aterrizaje, pero se añadió un sistema de seguridad que impedía soltar las bombas si las puertas no estaban abiertas. Los armamentos del avión, bombas y demás, se ubicaban en huecos especiales en el compartimento de bombas.
Para proteger a la tripulación, y al avión en general, se blindaron puntos vulnerables clave; al piloto se lo protegió con blindajes y vidrio a prueba de balas, y se instaló también un fondo blindado para proteger al navegante. El Manchester tenía para su defensa tres torretas operadas hidráulicamente, en el morro, cola y en la parte media superior del fuselaje.; los accesos a todos los puestos de la tripulación se hacían mediante pasillos, y todos estos puestos tenían cerca escotillas de escape para los tripulantes.
El Manchester se propulsaba mediante un par de motores Rolls-Royce Vulture; estos motores, en servicio, probaron ser muy problemáticos. El escritor de temas de aviación Jon Lake dijo del motor Vulture: "el motor hizo del Manchester muy notable por su falta de confiabilidad, pésimo rendimiento y comportamiento, era un avión muy inadecuado para la tarea", y atribuyó al avión un récord de mal comportamiento debido principalmente a los fallos en los motores.
 "Yo fui uno de los seis primeros pilotos que volaron en el primer escuadrón equipado con el Manchester, fue un desastre. El avión en sí mismo, su estructura, tenía muchos fallos y recortes en su equipamiento al principio, pero, como nos dimos cuenta luego, Avro era excelente en hacer modificaciones y reequipando el avión. Los motores nunca fueron, ni tampoco nunca pudieron, llegar a ser confiables. No tenían potencia para ese avión, así que se terminaba teniendo dos motores de 1.750 cv nada confiables que llevaban muy difícilmente un avión de 50,000 libras.
Deberíamos haber tenido motores de 2.500 cv.
Realmente sentías que si perdías un motor no volverías a casa. El problema no era si se salían las palas de la hélice o no, el problema era que había una sola dirección en la que terminabas yendo, y era hacia abajo. Vi cómo a un avión que circulaba por tierra le salían dos pistones fuera por un costado del motor. Los rodamientos originales del motor habían sido hechos sin ninguna plata o aleación endurecedora, para economizar, y no eran lo suficientemente resistentes. Estos rodamientos colapsarían la varilla de conexión y el pistón sería despedido a través del lateral del motor y... Bang! Tu motor acababa de destruirse a sí mismo".

## Historia operacional

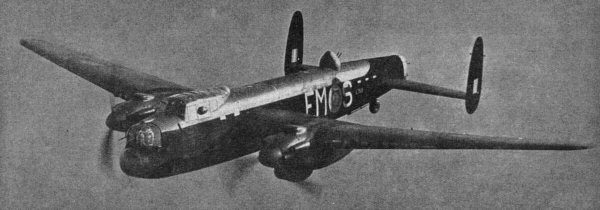
Avro Manchester Mk IA

El Avro Manchester ingresó a servicio con el escuadrón conocido como "No. 207 Squadron" del "RAF Bomber Command" (Comando de Bombarderos de la RAF) en noviembre de 1940; su primer misión se llevó a cabo en la noche del 24 al 25 de febrero de 1941 sobre el puerto francés de Brest.
209 Manchesters entraron en servicio, antes que terminara su producción en noviembre de 1941, equipándose así a ocho escuadrones de bombarderos, sirviendo junto a otros dos, y equipando además al "Coastal Command".
El Manchester Mk III, BT308, que voló por primera vez el 9 de enero de 1941, fue esencialmente el primer Lancaster, siendo propulsado por cuatro motores Rolls-Royce Merlin y ya con envergadura y volumen alar aumentados, aunque inicialmente conservó la configuración de cola trideriva o de tres aletas (de las cuales la aleta central solo era para guía ya que no tenía movimiento alguno) usada en el Manchester I. El Manchester BT308 pasó, debido a las reformas introducidas (que lo acercaban más a ser un nuevo avión más que a ser una versión mejorada del avión existente) a llamarse "Lancaster" luego de su primer vuelo. El segundo prototipo, ya Lancaster DG595 presentaba cola de dos derivas más grandes que en el Manchester IA.
La producción del Manchester continuó hasta noviembre de ese año, pero muchos aviones fueron terminados como Lancaster.
En junio de 1942, el oficial de vuelo (en inglés "Flying Officer") Leslie Manser fue premiado con la Cruz Victoria (Victoria Cross) mientras pilotaba el Manchester L7301 del 50.º Squadron de la RAF (50 Squadron).
Los 193 Manchester operativos volaron 1.269 misiones con el "Bomber Command", o "Comando de Bombarderos", arrojando 1,826 tons (1,657 tonnes) de bombas, en las cuales se perdieron 78 aviones en acción, volando su última misión contra Bremen el 25 de junio de 1942.
45 aviones representaron pérdidas no sufridas durante misiones, de los cuales 30 lo fueron a causa de fallos en los motores. El Manchester fue retirado de servicio hacia mediados de 1942 en favor de aviones mejores. Los que quedaban fueron usados para entrenamiento hasta que en 1943, cuando fueron completamente retirados.

## Variantes
Manchester L7246
Primer prototipo con cola bideriva (dos aletas gemelas). Debido a la pérdida de estabilidad direccional se añadió una tercera aleta. Se convirtió en un artefacto de entrenamiento en noviembre de 1942.
Manchester L7247
Segundo prototipo, voló por primera vez el 26 de mayo de 1940, provisto de armamento, se convirtió en artefacto de entrenamiento en octubre de 1941.
Manchester I
Primera versión en producción con aletas de dirección gemelas y aleta de dirección central agregada; se construyeron 20 aviones de este tipo.
Manchester IA
Versión producida con aletas de dirección gemelas y plano de cola de tamaño extendido. Las aletas de dirección verticales eran más altas que las de los modelos anteriores.
Manchester II
Versión proyectada para ser remotorizada con un par de motores Napier Sabre (puede verse la página de este motor en http://en.wikipedia.org/wiki/Napier_Sabre, en inglés) o Bristol Centaurus Ninguno se construyó.
Manchester III BT308
Esta versión ya se hizo con cuatro motores Merlin y alas más grandes; se conservaron las aletas de dirección y el plano de cola del Manchester I. Este desarrollo fue el primer prototipo del avión que luego sería el Avro Lancaster.

### Órdenes de fabricación y producción
- Dos prototipos fueron ordenados contra la especificación P.13/36 y los construyó Avro en Ringway.
- El contrato inicial para producir 200 Manchester que Avro produciría en Chadderton se cambió para producir Lancaster I luego de que 157 fueran construidos, siendo entregados entre agosto de 1940 y noviembre de 1941.
- Una orden de producción de 150 Manchester a Fairey, a construirse en Ringway, fue cancelada.
- El contrato de producción para 200 Manchester hecho con Metropolitan-Vickers en Trafford Park fue cambiado a Lancaster I luego de que se produjeran 43, siendo entregados entre marzo de 1941 y marzo de 1942. Los primeros 12 aviones que se construyeron fueron destruidos por una incursión alemana el 23 de diciembre de 1940, y como no fueron completados no se los incluyó en los números definitivos de las estadísticas finales.
- La orden por 150 Manchester a la empresa Armstrong-Whitworth fue cancelada.

Fueron producidos un total de dos prototipos y 200 aviones antes de que se cambiara el diseño y se produjeran los aviones modificados que luego serían los Avro Lancaster.

## Operadores
- Royal Canadian Air Force
  - No. 408 Squadron RCAF
  - No. 420 Squadron RCAF

 Reino Unido
- Royal Air Force
  - No. 49 Squadron RAF en RAF Scampton (abril de 1942-junio de 1942)
  - No. 50 Squadron RAF en RAF Skellingthorpe ((abril de 1942-junio de 1942)
  - No. 61 Squadron RAF en RAF Hemswell (junio de 1941-junio de 1942)
  - No. 83 Squadron RAF at RAF Scampton (diciembre de 1941-junio de 1942)
  - No. 97 Squadron RAF at RAF Waddington then RAF Coningsby (febrero de 1941-febrero de 1942)
  - No. 106 Squadron RAF at RAF Coningsby (February 1942-June 1942)
  - No. 207 Squadron RAF at RAF Waddington then RAF Bottesford (November 1940-March 1942)
  - No. 25 Operation Training Unit at RAF Finningley
  - No. 44 Conversion Flight
  - No. 1485 Flight RAF
  - No. 1654 Heavy Conversion Unit
  - No. 1656 Heavy Conversion Unit
  - No. 1660 Heavy Conversion Unit
  - No. 1668 Heavy Conversion Unit
  - Airborne Forces Experimental Establishment
  - Torpedo Development Unit at RAF Gosport

## Especificaciones (Manchester Mk I)
Referencia datos: Aircraft of the Royal Air Force 1918-57, Avro Aircraft since 1908, Flight

### Características generales
- Tripulación: 7
- Longitud: 21,34 m
- Envergadura: 27,46 m
- Altura: 5,94 m
- Superficie alar: 105,10 m²
- Peso vacío: 14.152 kg
- Peso máximo al despegue: 22.680 kg
- Planta motriz: 2× Rolls-Royce Vulture I, X24 refrigerados por líquido.
  - Potencia: 1.310 cv cada uno.

### Rendimiento
- Velocidad máxima operativa (Vno): 402 km/h a 5180 m s. n. m.
- Alcance: 1.930 km
- Techo de vuelo: 5.852 m

### Armamento
- Ametralladoras: 8× Ametralladoras Browning M1919 de 7,70 mm
- Bombas: Hasta 4.695 kg

### Citas
1. ↑  Lake 2002, pp. 89-90.
2. 1 2  Lewis 1974, p. 299.
3. 1 2  Mason 1994, p. 323.
4. ↑  Buttler 2004, pp. 100–107.
5. ↑  Sinnott 2001, pp. 165–171.
6. ↑  Lake 2002, p. 90.
7. 1 2 3 4  Lake 2002, p. 89.
8. 1 2 3 4  Flight 1942, p. 555.
9. ↑  Flight 1942, pp. 555-556.
10. 1 2 3  Flight 1942, p. 556.
11. 1 2 3  Flight 1942, p. 557.
12. ↑  Flight 1942, pp. 556-557.
13. ↑  "Before the Lancs", Early Days, Personal Stories, The Bomber Command Association
14. ↑  Jackson 1990, p. 355.
15. 1 2 3  Thetford 1957
16. 1 2  Jackson 1990, p. 356.